# Кравчук Степан Миколайович
Степан (Стефан) Миколайович Кравчук (20 січня 1915, село Ворвулинці, тепер Заліщицького району Тернопільської області — 8 червня 1982, село Ворвулинці Заліщицького району Тернопільської області) — український радянський діяч, новатор виробництва, механізатор, бригадир тракторної бригади Кошилівської МТС та колгоспу імені Івана Франка Товстенського (Заліщицького) району Тернопільської області. Депутат Верховної Ради УРСР 4—5-го скликань.

## Біографія
Народився у багатодітній селянській родині. Закінчив чотири класи сільської утраквістичної школи. Працював у власному господарстві. З 1940 по 1941 рік був їздовим у колгоспі села Ворвулинці Тернопільської області.
З 1944 року — у Радянській армії, учасник Другої світової війни.
У 1947 році закінчив курси трактористів при Кошилівській машинно-тракторній станції Товстенського (тепер — Заліщицького) району Тернопільської області.
У 1947—1950 роках — причіплювач, механізатор-тракторист, а у 1950—1958 роках — бригадир тракторної бригади Кошилівської машинно-тракторної станції (МТС), яка обслуговувала колгосп імені Маленкова Товстенського району Тернопільської області.
Член КПРС.
З 1958 року — бригадир тракторної бригади колгоспу імені Івана Франка села Ворвулинці Товстенського (тепер — Заліщицького) району Тернопільської області. 
Потім — на пенсії в селі Ворвулинці Заліщицького району Тернопільської області.

## Нагороди
- медалі